# Anaspis arctica
Anaspis arctica là một loài bọ cánh cứng trong họ Scraptiidae. Loài này được Zettersted miêu tả khoa học năm 1828.